# اتحادیه تولید هواگرد نووسیبیرسک

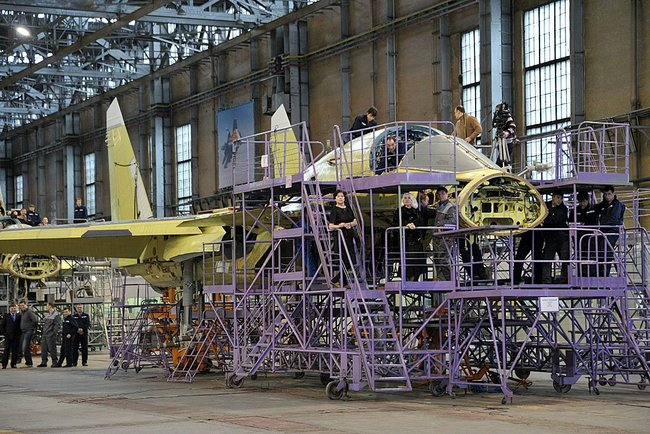
مونتاژ بمب افکن هاب جند منظوره سوخو ۳۴، ۶ مارس ۲۰۱۳

اتحادیه تولید هواگرد نووسیبیرسک (انگلیسی: Novosibirsk Aircraft Production Association) یک شرکت تولید محصولات مرتبط با هوافضا و هوانوردی نظامی در شهر نووسیبیرسک کشور روسیه است. از جمله محصولات شاخص این شرکت می‌توان از جنگنده بمب‌افکن سوخو-۳۴ (نامگذاری ناتو: فول‌بک) نام برد.